# Вайтерштадт
Вайтерштадт (нім. Weiterstadt) — місто в Німеччині, знаходиться в землі Гессен. Підпорядковується адміністративному округу Дармштадт. Входить до складу району Дармштадт-Дібург.
Площа — 34,4 км2. Населення становить 26 064 ос. (станом на 31 грудня 2020).